# Święty Mikołaj Junior
Święty Mikołaj Junior (ang. Santa, Jr., 2002) – amerykański film familijny wyprodukowany przez Alpine Productions.

## Opis fabuły
Syn Świętego Mikołaja, Chris Kringle Jr. (Nick Stabile), niechętnie przejmuje rodzinny biznes. Tymczasem policja bierze go za słynnego przestępcę, Świątecznego Bandytę. Chris zostaje aresztowany przez dwójkę funkcjonariuszy. Z opresji ratuje go atrakcyjna prawniczka Susan Flynn (Lauren Holly).

## Obsada
- Nick Stabile – Chris Kringle Jr.
- Lauren Holly – Susan Flynn
- George Wallace – Norm Potter
- Kimberly Scott – Pani Taylor
- Alan Shearman – Dr Domain
- Madison Sedin – Jennifer
- Kris Romero – Monica
- Charles Robinson – Sędzia Wheeler
- Diane Robin – Pietra Nero
- Judd Nelson – Darryl Bedford
- Ed Gale – Stan
- Rodger Bumpass – Wally Fisk
- Wyatt Alvarez – C.J.
- Gene Davis – DiGregorio
- Trevor Davis – Bernard
- Chase Ellison – Christopher
- Antoine Furbert – Theo
- Jaime Gomez – Eral Hernandez
- Marc Hershon – Jake
- Wendy Hoover – Matka
- Alexis Howard-Thomas – Scirocco